# 布克沃爾特 (內布拉斯加州)
布克沃爾特（英語：Bookwalter）是位於美國內布拉斯加州波尼縣的非建制地區。

## 歷史
布克沃爾特的郵局於1890年設立，其後於1919年停運。

## 地理
布克沃爾特所處的海拔為高於海平面465米（即1526英呎），而該地所採用的時區為UTC-6，即北美中部时区（CST）。同時該地設有夏令時間，為UTC-6調快一小時，即UTC-5（CDT）。